# Alchemilla norvegica
Alchemilla norvegica é uma espécie de rosácea do gênero Alchemilla, pertencente à família Rosaceae.